# 五藤浄基
五藤 浄基（ごとう きよもと）は、戦国時代の武将。山内家の家臣。

## 略歴
五藤氏は、尾張国葉栗郡黒田（愛知県一宮市木曽川町）の土豪の出で、橘諸兄の末裔とされ、そこより継承して記載されている家系譜が現在、安芸市立歴史民俗資料館に存在する。
五藤平太郎（藤原光基五藤平太郎）の子として誕生した。正式な名乗りは藤原光方五藤三郎左衛門浄基。
岩倉織田家の家老・山内盛豊と尾張国郷戸の渡船にて会って意気投合し、家に数日滞在巨礼を執り近習奉仕する。五藤家の中で最初に山内家に仕えた。永禄2年（1559年）3月、岩倉城落城の際に盛豊が戦死すると、その子・一豊に供し母や弟妹と共に苅安賀城主・浅井政貞（新八郎）の許に身を寄せた。これは浄基の室が越前朝倉氏の孫だったため、室の縁故によるものかと考えられる。
永禄6年（1563年）、尾張国葉栗郡黒田にて病死した。

## 功名が辻
1960年代に連載された司馬遼太郎の歴史小説『功名が辻』に、浄基の子である吉兵衛為浄、為重が登場する。一豊を支え、ときに口うるさく叱咤する様は、まさに家の執事的な役回りで描かれていた。史実とは異なり一豊より年上の天文4年（1535年）生まれと設定され、一豊の父・山内盛豊から2代に仕えている設定は、浄基と併せたものと思われる。